# هيثم شوشة
هيثم عبد القادر شوشة لاعب كرة قدم سوداني سابق. لعب سابقاً كمدافع لناديي الموردة والمريخ إضافة إلى منتخب السودان لكرة القدم.

## الإنجازات

### الموردة
- كأس السودان (2): 1995، 1997.

### المريخ
- الدوري السوداني الممتاز (2): 2000، 2001.
- كأس السودان (1): 2001.

## وصلات خارجية
- هيثم شوشة على موقع National Football Teams